# Euxoa basalis
Euxoa basalis là một loài bướm đêm thuộc họ Noctuidae. Nó được tìm thấy ở Alberta, Saskatchewan và Northern Territories ở Canada, phía nam đến Colorado, Arizona và California. Loài này có nhiều ở khu vực dãy núi Rocky.
Sải cánh dài khoảng 35mm.